# Venta de la Negra
Venta de la Negra är en ort i Mexiko.   Den ligger i kommunen Buenavista de Cuéllar och delstaten Guerrero, i den sydöstra delen av landet, 110 km söder om huvudstaden Mexico City. Venta de la Negra ligger 1 261 meter över havet och antalet invånare är 246.
Terrängen runt Venta de la Negra är lite bergig. Runt Venta de la Negra är det ganska glesbefolkat, med 39 invånare per kvadratkilometer. Närmaste större samhälle är Iguala de la Independencia, 18,3 km sydväst om Venta de la Negra. I omgivningarna runt Venta de la Negra växer huvudsakligen savannskog.